# Artère cæcale postérieure
L'artère cæcale postérieure est une artère systémique de l'abdomen qui vascularise la face postérieure du cæcum.

## Origine
L'artère cæcale postérieure nait d'une arcade artérielle formée par les rameaux iléal et colique de l'artère iléocolique, cette arcade donne également naissance à l'artère cæcale antérieure.

## Trajet
L'artère cæcale postérieure se distribue sur la face postérieure du cæcum.